# 北勢寮 (臺南市)
北勢寮，是臺灣臺南市麻豆區北勢里的一個傳統地域名稱，位於該區北部。相較於今日行政區，其範圍大致包括北勢里不含西南端及南部凸出部分及東南部邊界地帶中段、南勢里東北端。

## 歷史
台灣日治初期，北勢寮地區為一街庄，稱為「北勢寮庄」，隸屬於蔴荳堡。該庄輪廓呈西北—東南走向狹長形，西北與宅仔港庄為鄰，東北與大墩藔庄、下營庄、茅港尾庄為鄰，東南邊為藔仔廍庄，南邊為蔴荳庄，西邊為埤頭庄、港仔尾庄。
1901年（日治明治三十四年）11月，全台設置二十廳，該庄隸屬於鹽水港廳。1903年（明治三十六年）6月，該庄編入「蔴荳區」，隸屬於鹽水港廳。1909年（明治四十二年）10月，合併二十廳為十二廳，蔴荳區改隸屬於臺南廳。1920年（大正九年），廢十二廳改設五州二廳，該庄改制並雅化為「北勢寮」大字，隸屬於臺南州曾文郡麻豆街。
戰後麻豆街改制為麻豆鎮，隸屬於臺南縣，大字亦改制為里。1950年雲、嘉、南分治，麻豆鎮隸屬不變。2010年12月，因臺南縣市合併直轄臺南市，麻豆鎮改制為麻豆區。

## 聚落
本地區發展較早的聚落為北勢藔，在日治期初期的官方地圖上已有記載。

## 交通
國道1號又稱「中山高速公路」，是貫穿台灣西部的兩條縱向高速公路之一，經過本地區中部略偏西，並在北部邊界外緣與省道台84線（東西向快速公路－北門玉井線）交會處設有下營系統交流道。最近的一般交流道在北側是縣道172號交會處的新營交流道；南側是縣道176號交會處的麻豆交流道。由此等可快速前往國道1號沿線各地。
省道台84線又稱「東西向快速公路－北門玉井線」，經過本地區東西兩半葉各自的各北部邊界地帶，並在北部邊界外緣與國道1號交會處設有下營系統交流道。本地區西行最近的交流道是省道台19線交會處的學甲交流道，由此可快速前往北門區的蚵寮地區，並止於省道台61線（西部濱海快速公路）北門交流道；東行最近的交流道為省道台19甲線交會處的麻豆交流道，由此可快速前往官田區西南端、官田區南部/善化區東北部交界地帶、國道3號官田系統交流道、大內區、玉井區等地。
省道台19甲線是鹽水至梓官赤崁的幹道，經過本地區東南部。由該道路北行可前往下營區、新營區西部、鹽水區，並止於省道台19線轉角路口；南行可前往麻豆區麻豆市區、善化區、新市區、新化區等地。
市道171甲線是麻豆區麻豆至官田區西庄的道路，也是與省道台84線（東西向快速公路－北門玉井線）並行的兩側平面道路。
區道南49-3線是海浦至客寮的道路。
區道南50線是海尾至九股寮的道路。
區道南55線是北勢寮至麻豆的道路。
區道南57線是大屯寮至麻豆的道路。
區道南59線是下營至麻豆的道路。
區道南61線是中營至總爺的道路。

## 廟宇
- 加輦邦永安宮